# Eugène Desmarest
Eugène Anselme Sébastien Léon Desmarest (* 31. März 1816 in Paris; † 22. Dezember 1890) war ein französischer Entomologe und Zoologe.

## Leben und Wirken
Er war der Sohn von Anselme Gaëtan Desmarest und Leiter der Abteilung vergleichende Anatomie und Anthropologie am Muséum national d’histoire naturelle.
Für die naturgeschichtliche Enzyklopädie, herausgegeben von Jean-Charles Chenu (1851 bis 1861), schrieb er die Bände Hautflügler (Hymnopteren) (1860) und Reptilien und Fische (1874) und weitere Beiträge.

## Mitgliedschaften
Er war seit 1838 Mitglied der Société entomologique de France  und 1840 bis 1889 deren Sekretär. 1843 wurde Malherbe von Félix Édouard Guérin-Méneville als Mitglied Nummer 288 der Société Cuvierienne vorgestellt.